# Polyommatus punctifera
Polyommatus punctifera är en fjärilsart som beskrevs av Courvoisier 1910. Polyommatus punctifera ingår i släktet Polyommatus och familjen juvelvingar. Inga underarter finns listade i Catalogue of Life.